# Bajkal–Amur jernbanen
Bajkal–Amur jernbanen (russisk: Байкало-Амурская магистраль tr. Bajkalo-Amurskaja magistral, forkortet БАM (tr. BAM)) er en russisk jernbanestrækning i Sibirien, Rusland. Strækningen er 4.287 km lang, og blev bygget i etaper i løbet af 1930'erne og 1940'erne. Anlægsarbejdet blev standset efter Stalins død i 1953, men genoptaget senere og ruten blev afsluttet 1974-1991.

## Rute
Bajkal-Amur jernbanen udgår fra Tajsjet i Irkutsk oblast (MSK+5) og løber gennem 3 tidszoner til havnebyen ved Stillehavet, Sovetskaja Gavan i Khabarovsk kraj (MSK+7).
BAM udgår fra den transsibiriske jernbane på Tajsjet, krydser Angarafloden ved Bratsk og Lenafloden ved Ust-Kut, fortsætter forbi Severobajkalsk ved den nordlige ende af Bajkalsøen, forbi Tynda og Khani, krydser Amur ved Komsomolsk ved Amur og når Stillehavet ved Sovetskaja Gavan. Der er 21 tunneler langs linjen, med en samlet længde på 47 km. ligesom der er mere end 4.200 broer, med en samlet længde på over 400 km.
Den vestlige af jernbanelinjen, Tajsjet-Taksimo, på 1469 km, er elektrificeret med 25 kV, 50 Hz vekselstrøm. Ruten er stort set ensporet, selvom det reserverede areal på hele strækningen er bredt nok til dobbeltspor.
Ved Tynda har BAM forbindelse til Amur-Jakutsk jernbanen (АЯМ; tr. AJaM), som løber mod nord til Nerjungri og Tommot, med en udvidelse til Jakutsk under opførelse. Den oprindelige del af Amur-Jakutsk jernbanen forbinder den transsibiriske jernbane ved Berkakit med BAM ved Tynda også kaldet "Lille BAM".
BAM passerer igennem mere end 200 stationer og mere end 60 byer.
Bajkal-Amur jernbanen er kortere end den transsibiriske jernbane: fra Tajsjet til havnebyerne: Vanino, næsten 500 km, Vladivostok, 200 km. Og for gods til Sakhalin, Magadan og Kamtjatka er strækningen fra Tajsjet 1000 km kortere. Mængden af godstransport på BAM i 2014 nåede omkring 12 millioner tons.